# Коробейниково (Балахнинський район)
Коробейниково (рос. Коробейниково) — присілок в Балахнинському районі Нижньогородської області Російської Федерації.
Населення становить 24 особи. Входить до складу муніципального утворення Кочергинська сільрада.

## Історія
Від 2009 року входить до складу муніципального утворення Кочергинська сільрада.

## Населення
| 2002 | 2010 |
| ---- | ---- |
| 23   | ↗24  |